# Equipe malinesa na Copa Davis
A equipe malinesa na Copa Davis representou Mali na Copa Davis, principal competição de tênis masculina por equipes do mundo. Foi administrada pela Fédération Malienne de Tennis. Não compete desde 2004.